# Crimson Superb (manzana)
Crimson Superb es una variedad cultivar de manzano (Malus domestica). 
Un clon Desporte de la variedad de manzana Laxton's Superb, cuya característica diferenciadora es de tener la totalidad de la superficie de piel coloreada de rojo intenso carmín. Se originó de forma casual con J. Anderson, en el patio de un colegio, Hutton Cranswick, Driffield, Yorkshire Inglaterra. Exhibida por primera vez en 1950. Las frutas tienen una pulpa firme, de textura fina, muy jugosa con un sabor dulce, agradable y sabor refrescante.

## Historia
'Crimson Superb' es un clon Desporte de la variedad de manzana Laxton's Superb, cuya característica diferenciadora es de tener la totalidad de la superficie de piel coloreada de rojo intenso carmín. Se originó de forma casual con J. Anderson, en el patio de un colegio, Hutton Cranswick, Driffield, Yorkshire Inglaterra (Reino Unido). Exhibida por primera vez en 1950.
'Crimson Superb' se cultiva en la National Fruit Collection con el número de accesión: 1976-141 y Accession name: Crimson Superb (LA 73A).

## Características
'Crimson Superb' árbol de extensión erguida, de vigor moderadamente vigoroso, portador de espuela. Los botones florales pueden aguantar las heladas tardías. Tiene un tiempo de floración que comienza a partir del 8 de mayo con el 10% de floración, para el 12 de mayo tiene una floración completa (80%), y para el 20 de mayo tiene un 90% caída de pétalos.
'Crimson Superb' tiene una talla de fruto grande; forma globosa, con una altura de 64.43mm, y con una anchura de 75.14mm; con nervaduras débiles; epidermis con color de fondo es amarillo verdoso, con un sobre color rojo carmín intenso, importancia del sobre color muy alto, y patrón del sobre color sólido a ras / moteado presentando un color sólido rojo carmín intenso que cubre toda la epidermis, sobre este hay "russeting" en moteado rugoso abundante, "russeting" (pardeamiento áspero superficial que presentan algunas variedades) medio a alto; ojo de tamaño mediano y está cerrado en forma de embudo; pedúnculo largo y delgado, colocado en una cavidad cubierta de "russeting" en forma de embudo; carne es de color crema verdoso y es densa y dulce. Crujiente y muy jugoso. Sabor con un toque de anís. Esencialmente una manzana 'Cox' con un sabor ligeramente diferente.
Su tiempo de recogida de cosecha se inicia a principios de octubre. Se mantiene bien durante tres meses en cámara frigorífica.

## Usos
Una buena manzana de uso de postre fresca en mesa.

## Ploidismo
Diploide, auto estéril. Grupo de polinización: D, Día 13.

## Susceptibilidades
Resistente al mildiu, cancro y algo susceptible a la Sarna del manzano.